# Tang Taizong
Tang Taizong, 唐太宗 (ur. 23 stycznia 599 – zm. 649 r.), jego osobiste imię to Lǐ Shìmín 李世民, był drugim cesarzem z chińskiej dynastii Tang, panującym od 626 do 649. Na ogół jest uważany za jednego z największych, o ile nie największego cesarza w całej chińskiej historii. Stanowił on miarę, do której porównywano wszystkich innych cesarzy. Za czasów jego rządów Chiny Tangów prosperowały ekonomicznie i militarnie. Pośmiertnie otrzymał imię Wénhuángdì (文皇帝).
Za jego panowania do Chin przybył Alopen, nestoriański mnich, pod wpływem którego cesarz wydał edykt tolerancyjny dla chrześcijan, polecił przetłumaczyć chrześcijańskie święte księgi oraz pomógł wznieść w stolicy państwa klasztor.